# 普拉霍瓦縣
普拉霍瓦縣是羅馬尼亞南部的一個縣，位於首都布加勒斯特以北。面積4,716平方公里，人口829,945（2002年）。首府普洛耶什蒂。

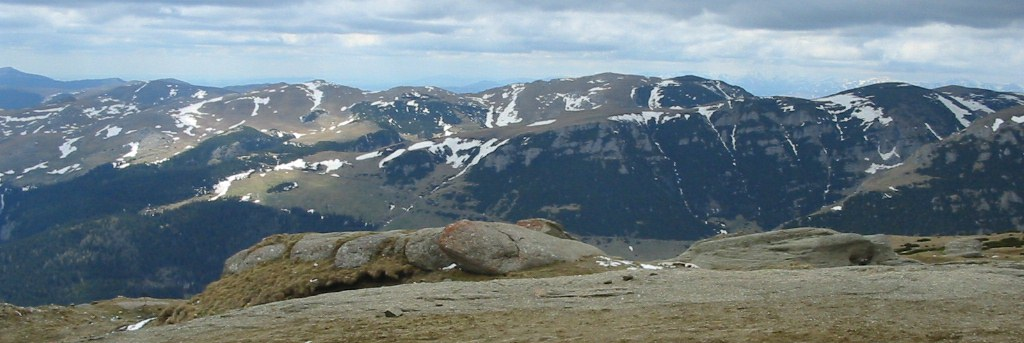
Het Bucegi-gebergte

下設2市、12镇、89鄉。